# Зарудинцы (Немировский район)
Зару́динцы (укр. Зарудинці) — село на Украине, находится в Немировском районе Винницкой области.
Код КОАТУУ — 0523083401. Население по переписи 2001 года составляет 332 человека. Почтовый индекс — 22850. Телефонный код — 4331.
Занимает площадь 1,093 км².

## Адрес местного совета
22850, Винницкая область, Немировский р-н, с. Зарудинцы